# Nymphon proximum
Nymphon proximum är en havsspindelart som beskrevs av Calman, W.T. 1915. Nymphon proximum ingår i släktet Nymphon och familjen Nymphonidae. Inga underarter finns listade i Catalogue of Life.